# Анна Гог
Анна Хог (швед. Anna Haag, послухатиⓘ, при народженні Ганссон (швед. Hansson), 1 червня 1986) — шведська лижниця, олімпійська чемпіонка та призерка Олімпійських ігор.
Анна Гог виступає на змаганнях з лижних перегонів з 2003. В 2009 на чемпіонаті світу вона здобула бронзову медаль у складі естафетної збірної Швеції. Найбільшого успіху Хоґ досягла на Олімпіаді у Ванкувері, де вона виборола дві срібні мадалі — у дуатлоні та в командному спринті разом із Шарлоттою Калла.